# São Paulo Challenger 2 1987
Il São Paulo Challenger 2 1987 è stato un torneo di tennis facente parte della categoria ATP Challenger Series nell'ambito dell'ATP Challenger Series 1987. Il torneo si è giocato a San Paolo in Brasile dal 3 al 9 agosto 1987 su campi in terra rossa.

## Vincitori

### Singolare
Marcelo Filippini ha battuto in finale  José Daher con il punteggio di 6–2, 7–6

### Doppio
José Daher /  Eleuterio Martins hanno battuto in finale  Ricardo Acioly /  Dácio Campos con il punteggio di 6–3, 7–6